# نيشان الاستحقاق الرياضي الملكي
نيشان الاستحقاق الرياضي الملكي (بالإسبانية: Real Orden del Mérito Deportivo)‏ هو نظام استحقاق مدني إسباني تأسس في 18 يونيو 1982. تم وضع مسافة بادئة في الترتيب للاعتراف بالخدمة المتميزة في الرياضة، أو في تدريس التربية البدنية، أو إدارة وتنظيم وتعزيز وتطوير التربية البدنية والرياضة. يمكن تقديم الطلب للأفراد في واحدة من أربع فئات. يمكن أيضًا تقديمه إلى الشخصيات القانونية والمنظمات والكيانات الأخرى في واحدة من ثلاث فئات.
يحتوي الدستور الإسباني لعام 1978 في مادته 43-3 على مبدأ إرشادي في سلوك السلطات العامة لتعزيز التربية البدنية والرياضة. يعتبر نيشان الاستحقاق الرياضي الملكي أداة من أدوات هذا التفويض الدستوري للترويج للثقافة البدنية والرياضة والإعلان عنها ونشرها.

## فئات النظام
يمكن منح الأفراد وسام الاستحقاق الملكي للرياضة في واحدة من أربع فئات:
- جراند كروس، ويمنحها الأمر بمرسوم ملكي وفقا لما يقرره مجلس الوزراء.
- الميدالية الذهبية، تمنحها وزارة التربية والتعليم والثقافة والرياضة، بناء على اقتراح رئيس مجلس الرياضة.
- الميدالية الفضية من رئيس المجلس الرياضي.
- الميدالية البرونزية من رئيس المجلس الرياضي.

يمكن منح المجموعات والمؤسسات في واحدة من ثلاث فئات مختلفة:
- درع الذهب الممنوح بموجب مرسوم ملكي وفقاً لما يقرره مجلس الوزراء.
- درع فضي من رئيس المجلس الرياضي.
- درع برونزي من رئيس المجلس الرياضي.

## المميزات

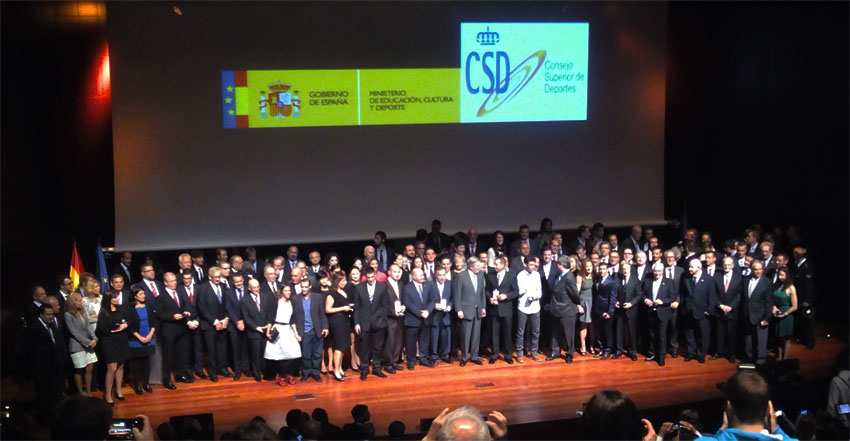
تسليم الميداليات واللوحات من ROMD (2015).

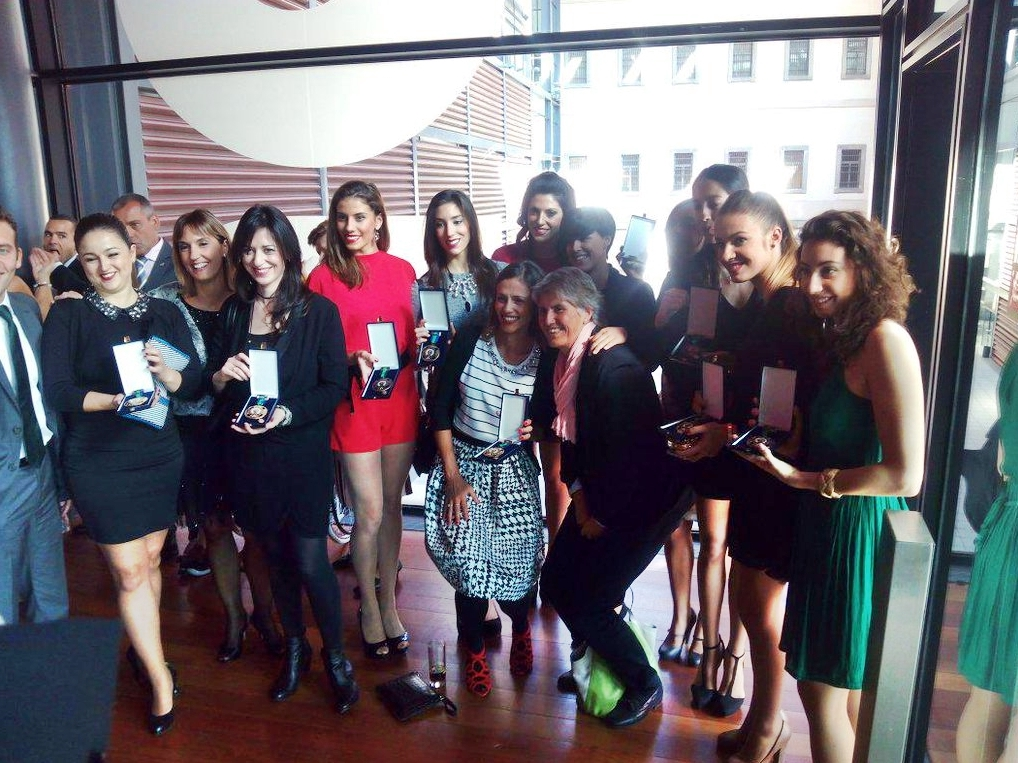
الفتيات الذهبيات ومعدات الجمباز الإيقاعي في حفل توزيع جوائز ROMD (2015).

يمكن التعرف على الإسبان الذين تميزوا في ممارسة الرياضة، في تعزيز وتعليم التربية البدنية، أو الذين قدموا خدمات بارزة في البحث والنشر والتنظيم وتطوير الثقافة البدنية والرياضة. أيضًا الأجانب الذين قدموا خدمات غير عادية وغير مهتمة لصالح الثقافة البدنية أو الرياضة أو الشركات الرياضية أو الاتحادات أو النوادي أو المجموعات الإسبانية، وتلك المنظمات أو الكيانات العامة أو الخاصة الأخرى التي يُنسب إليها هذا التمييز لأي من الأسباب المذكورة في. الأقسام السابقة.
يمكن أن يتم القبول بناء على اقتراح من رئيس المجلس الأعلى للرياضة، بموجب اقتراح مسبب من الاتحادات أو الأندية أو المجموعات الرياضية الإسبانية أو الشركات أو الكيانات أو الهيئات العامة.

### بنية
ملك إسبانيا هو المعلم الأكبر للوسام الملكي للاستحقاق الرياضي، يساعده مستشار هو وزير الدولة ورئيس المجلس الأعلى للرياضة ونائب المستشار، وهو المدير العام للرياضة. سيتم تعيين المدعي العام للوسام الملكي للاستحقاق الرياضي من قبل المستشار، بناءً على اقتراح نائب المستشار.
ستكون أمانة نيشان الاستحقاق الرياضي الملكي الملكي مع موظف عمومي في المجلس الأعلى للرياضة، والذي سيعينه وزير الدولة - رئيس المجلس الأعلى للرياضة. في الأمانة العامة، ستتم معالجة الملفات، وسيتم إصدار العناوين والشهادات وسيتم الاحتفاظ بوثائق وأختام الأمر ودفاتر التسجيل المقابلة. 

## تاريخ
قبل إنشاء نيشان الاستحقاق الرياضي الملكي الحالي من خلال المرسوم الملكي الصادر في 18 يونيو 1982، كان هناك نيشان الاستحقاق الرياضي الملكي الذي تم إنشاؤه بموجب مرسوم صادر في 18 أبريل 1952 من الأمانة العامة للحركة، من أجل المكافأة أبرز الإجراءات في الجانب الرياضي، لمكافأة الأفراد والجماعات، الوطنية أو الأجنبية، الذين يبرزون في ممارسة الرياضة أو في الترويج لها أو نشرها أو تنظيمها أو تطويرها، فضلاً عن التربية البدنية، وإنشاء أو منح أو تحسين المراكز أو المجتمعات أو المسابقات. تم تحديد فئات الميداليات الذهبية والميدالية الفضية والميدالية البرونزية واللوحات.
1. نيشان الاستحقاق الرياضي الملكي، الذي تم إنشاؤه بموجب مرسوم صادر في 18 أبريل، وتسعمائة واثنين وخمسين، يهدف إلى مكافأة الأفراد أو الجماعات، الوطنية أو الأجنبية، الذين تميزوا بشكل ملحوظ في التربية البدنية والرياضة، سواء في ممارستهم النشطة أو في الترويج لها أو نشرها أو تنظيمها أو تطويرها، أو ساهم بنفس الطريقة في أعظم روعة من خلال تقديم خدمات غير عادية من أي نوع.
2. سيتم دمج الجائزة في الفئات التالية: أ) لمكافأة الأفراد على المزايا المكتسبة كممارسين نشطين، والميدالية الذهبية، والميدالية الفضية، والميدالية البرونزية، مع شارة زرقاء. ب) لمكافأة الأفراد على المزايا الأخرى والميدالية الذهبية والميدالية الفضية والميدالية البرونزية بشارة بيضاء. ج) لمكافأة أفراد الجماعة: اللوحة الذهبية، والفضية، واللوحية البرونزية.
3. تتكون الميدالية الذهبية من ميدالية ذهبية يوجد بداخلها ميدالية. صليب مسطح، يتم تثبيته في نهاياته، ويشكل شكلًا بخمسة أوجه أو جوانب، والوجوه مباشرة إلى الوجه المركزي بها سجا على شكل قمح، ومحددة بحافة محفورة؛ الخلفية، بالمينا الزرقاء الشفافة فوق البنفسجية، على زخارف زخرفية منحوتة. يوجد في وسط الصليب دائرة من المينا، شفافة أيضًا باللون الأزرق السماوي، تمثل الهواء الطلق حيث تقام الرياضة. يتراكب في المنتصف والجزء العلوي من الذراع الرأسية انتصار مجنح، في ذراعيه الممدودة يقدم أكاليل الغار. سيبرز هذا الرقم في منتصف الارتياح من الطائرة. بعد ذلك وعلى أعلى الذراع الرأسية. الحلقات الأولمبية، والتي ستكون بمثابة دبوس على الشريط. وفي أسفل الذراع يوجد درع المينا الوطني ويحيط به شريط مطلي بالمينا أبيض عليه نقش: «استحقاق الرياضة». سيتم تأطير الصليب في دائرة سيحيط مخططها إكليل الغار. سيكون معدن الدائرة المذكورة من الذهب. ستتكون الميداليات الفضية والبرونزية من نفس الزخارف مثل السابقة المصنوعة في المعدن المقابل. سيكون شريط الميداليات المدرجة في القسم أ) من المقالة الثانية باللون الأزرق الفائق النحيف مع حد أبيض والعلم الوطني في المنتصف؛ بالنسبة للميداليات المدرجة في القسم ب) من المقالة المذكورة، سيكون الشريط أبيض بالكامل. سيتمكن أولئك الذين حصلوا على الميداليات في أي فئة من فئاتهم عادةً من استخدام صورة مصغرة من نفس التي سيتم ارتداؤها في العروة.
4. تكون اللوحة من ذهب أو فضة أو نحاس. حسب فئاتها وستكون عشرين سنتيمترا في خمسة عشر نيشان الاستحقاق الرياضي الملكي محفور عليها باسم الكيان الحاصل على الجائزة وتاريخ منحها.

## روابط خارجية
- المراسيم الصادرة عن نيشان الاستحقاق الرياضي الملكي الملكي، بنك إنجلترا